# PSPP

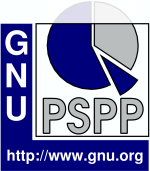
Logo PSPP

GNU PSPP jest nazwą programu komputerowego do przeprowadzania analizy statystycznej danych.
PSPP to wolne oprogramowanie i jest częścią projektu GNU. Język używany przez PSPP dąży do całkowitej zgodności z SPSS. Do wielu zastosowań PSPP jest darmową alternatywą dla SPSS.
PSPP interpretuje komendy w języku programu SPSS i wyprowadza wyniki zestawione w tabele, w formacie ASCII, HTML lub PostScript. PSPP wciąż się rozwija. Obecnie wspierany jest duży podzbiór komend języka SPSS realizujących analizy statystyczne.

## Przykład kodu
Definiowanie typów zmiennych i wprowadzanie danych
```
          DATA LIST TABLE /NAME 1-10 (A) INFO1 TO INFO3 12-17 (1).
          
          BEGIN DATA.
          Anna Nowak 878456
          Bogdan Żuk 483291
          Ewa Kowal   456 8
          END DATA.

```

Efektem działania powyższych komend będzie zdefiniowanie zmiennych:
NAME, zmienna typu ciąg znaków o rozmiarze 10 (w kolumnach od 1 do 10) 
INFO1, zmienna numeryczna, w kolumnach od 12 do 13
INFO2, zmienna numeryczna, w kolumnach od 14 do 15
INFO3, zmienna numeryczna, w kolumnach od 16 do 17. 
Komendy pomiędzy BEGIN DATA a END DATA spowodują utworzenie trzech obserwacji:
```
          CASE   NAME          INFO1   INFO2   INFO3
             1   Anna Nowak      87      84      56
             2   Bogdan Żuk      48      32      91
             3   Ewa kowal        4      56       8

```